# Brian Houston
Brian Houston, né le 17 février 1954, est un ancien pasteur chrétien  évangélique  charismatique, responsable d'Hillsong church basée à Sydney en Australie. Il en démissionne en mars 2022  à la suite des révélations de plaintes pour inconduite par deux femmes. Il a été président de l'Australian Christian Churches de 1997 à 2009. Il a été producteur exécutif de la maison de disques Hillsong Music.

## Biographie
Brian Houston nait le 17 février 1954 à Auckland en Nouvelle-Zélande, de Frank Houston et Hazel, qui étaient des officiers de l'Armée du Salut. Trois ans après la naissance de Brian, ses parents ont rejoint les Assemblées de Dieu. Après ses études secondaires, il suit une formation dans un institut de théologie. Il se marie avec Bobbie Houston en 1977. 

### Ministère
En 1978, il déménage à Sydney en Australie et devient assistant pasteur de son père à l'église Sydney Christian Life Centre, fondée en 1976. En 1980, il fonde une église à Central Coast. Puis en 1983, il fonde Hills Christian Life Center (Hillsong church)  à Sydney. En 1998, en raison de la renommée du groupe Hillsong Worship, il renomme l'église Hills Christian Life Center en Hillsong church. 
Brian Houston démissionne des conseils d’administration de l’église en septembre 2021, accusé de « dissimulation d’infractions sexuelles contre des enfants ». Puis, en mars 2022, il quitte la direction de l’Église, à la suite des révélations de plaintes pour inconduite par deux femmes. En 2013, il envoie un « message texte inapproprié » à un membre du personnel et, en 2019, il entre seul, sous l'influence de l'alcool et de médicaments sur ordonnance, dans la chambre d’hôtel d’une femme. Il affirme ne pas se souvenir de relations sexuelles avec celle-ci et cette dernière n’a pas confirmé de rapports sexuels.

## Affaires judiciaires

### Accusations de dissimulation des abus sexuels
En 1999, lorsque sa mère signale un abus sexuel commis par son père Frank Houston (en) à l'église, Brian, alors président national de l'organisation des Assemblées de Dieu en Australie, l'aurait, selon son témoignage, forcé à démissionner discrètement du Sydney Christian Life Center.
En novembre 2000, des enquêtes internes de l'église découvrent d'autres cas de maltraitance d'enfants. Bien que Brian Houston et le conseil exécutif des Assemblées de Dieu soient légalement obligés de signaler les crimes, ils ne le font pas pour son père. Ils versent 10 000 A$ à une victime, lors d'une rencontre dans un restaurant McDonald's. À cette occasion, Brian aurait dit à la victime que « c'était de sa faute d'avoir tenté le prédicateur », toutefois cette déclaration a été fermement réfutée par Brian.
Durant son mandat à la tête de l'Assemblées de Dieu, de 1965 à 1977, son père a abusé de nombreux jeunes garçons en Nouvelle-Zélande et en Australie,,. Une victime, à Sydney, est régulièrement abusée sexuellement de l'âge de 7 à 12 ans.
En août 2007, de nouvelles allégations apparaissent selon lesquelles son père aurait agressé sexuellement un pasteur stagiaire lors de séances de conseil au début des années 1980.
Le 8 octobre 2014, Brian Houston admet lors d'une audience à Sydney de la Commission royale sur les réponses institutionnelles aux abus sexuels sur enfants (en) que son père était coupable d'autres cas d'abus sexuels contre des enfants.
En juillet 2018, Brian déclare lors d'une interview « Je pense que mon père était homosexuel, un homosexuel qui se cachait. Je ne suis pas psychiatre… mais je pense que quelles que soient ses frustrations, il s'en est alors pris aux enfants. ».
En novembre 2018, 60 Minutes (en) diffuse un reportage revisitant le scandale des abus sexuels. De nouveaux documents sont révélés montrant que Brian Houston était profondément impliqué dans une dissimulation et que le comportement abusif de son père était pire qu'on ne le pensait initialement. Dans la foulée de la diffusion du reportage, la police de la Nouvelle-Galles du Sud confirme que Brian Houston fait l'objet d'une enquête criminelle pour avoir omis de signaler un crime grave.
Le 5 août 2021, la police délivre un ordre de comparaitre, à l'encontre de Brian Houston, devant le Tribunal local de Nouvelle-Galles du Sud (en) à Sydney, le 5 octobre, pour dissimulation des abus sexuels sur des enfants,.
Lors de l'audience du 5 octobre 2021, l'avocat de Brian déclare que son client avait l'intention de plaider non coupable.
En août 2023, un tribunal australien l’a déclaré non coupable d’avoir dissimulé les abus de son père. Le juge a statué que Houston n’avait pas signalé à la police les abus de son père, parce qu’il souhaitait respecter ce qu’il croyait être le choix de la victime. Selon le tribunal, après avoir été informé de ce scandale en 1999, Houston a signalé les abus de son père aux dirigeants de l’église et en a parlé à de nombreuses reprises, notamment dans le journal Sydney Morning Herald en 2002. Le juge a ainsi conclu que la gestion de Houston était « le contraire d’une dissimulation ».

### Réception de cadeaux en espèces
En août 2022, une employée de l'Église Hillsong dépose une plainte pour détournement des dons des membres  afin d'octroyer de « gros cadeaux en espèces » à Brian Houston et à d'autres dirigeants.